# Peu i capitell de creu de terme (Castellnou de Seana)
Peu i capitell de creu de terme és una obra de Castellnou de Seana (Pla d'Urgell) declarada Bé Cultural d'Interès Nacional.

## Descripció
El capitell a què es refereix és el nus o la magolla que sostenia la creu. En la base, a més de les inscripcions del segle xvi, n'hi ha altres que deixen constància de la santa missió de l'any 1951 (en el peu de la creu hi ha un escut amb la data 1580 i la inscripció: "BARTHOLOMEUS GOMAR, I.V.D SUIS SUMPTIBUS CONSTRUERE FECIT HANC CRUCEM"). Aquesta creu es trobava situada al capdavall de l c/ Major. Durant la guerra del 36 fou feta bocins, només se salvà aquesta magolla. Segons sembla fou sufragada per Bartomeu Gomà, catedràtic de la Universitat de Lleida, fill del poble, terratinent i home de gust.